# Partit Comunista Italià
El Partit Comunista Italià (PCI) era un partit polític italià, fundat en el 1921 i que va desaparèixer com a tal el 3 de febrer de 1991. Al costat del Partit Comunista Francès i del Partit Comunista d'Espanya, va seguir la línia de l'eurocomunisme en la segona meitat del segle xx. D'aquesta manera, es va allunyar de les directrius del Partit Comunista de la Unió Soviètica. Les seves joventuts eren la Federazione Giovanile Comunista Italiana (Federació Juvenil Comunista Italiana). Va ser el partit comunista més gran d'un país capitalista.

## Ideologia
Va néixer com un Partit Comunista pertanyent a la Internacional Comunista. Els seus primers objectius eren: derrocar l'estat burgès, abolir el capitalisme i realitzar el comunisme; seguint l'exemple dels comunistes russos de Lenin, és a dir, mitjançant la Revolució i la dictadura del proletariat. En la segona meitat del segle xx va abandonar progressivament les tesis soviètiques i va crear una pròpia línia política, l'eurocomunisme, al costat d'altres partits comunistes europeus.

## Història

### Fundació

#### Context internacional
A inicis del segle xx, el moviment socialista internacional estava dividit entre reformistes i revolucionaris. El 1917 es va produir la Revolució Russa liderada pels bolxevics, que va establir la Unió de Repúbliques Socialistes Soviètiques. Malgrat que inicialment pràcticament tots els partits socialistes hi van donar suport, la Revolució Russa va acabar catalitzant la divisió del moviment.
Els bolxevics no només volien el suport de la resta del socialisme, sinó que volien partits cohesionats i disciplinats per guiar cada país a una insurrecció per prendre el poder, tal com havien fet ells. Per això, van crear la III Internacional. Al seu II Congrés, a l'estiu de 1920, va aprovar 21 condicions que els partits havien de complir per adherir-s'hi. Entre aquestes condicions hi havia que els partits s'havien d'anomenar comunistes i que s'havia d'expulsar el sector reformista. Els comunistes consideraven que la revolució era imminent i que les direccions reformistes dels partits socialistes podien aturar-la. Així doncs, la separació dels sectors reformistes crearia partits que lideressin la revolució.
En canvi, els socialistes que s'oposaven a l'adhesió a la III Internacional, els socialdemòcrates, consideraven que els comunistes eren una minoria utòpica que dividia el moviment, en reduïa la força i el convertia en un instrument de la política exterior soviètica. Finalment, el fet que les condicions d'adhesió a la III Internacional fossin tan estrictes va fer que només s'hi adherís una minoria i que la socialdemocràcia es reconstituís i acabés dirigida pel sector moderat.

#### Context italià

Logotip del PSI el 1919

A Itàlia la divisió entre comunistes i socialdemòcrates va ser tardana per diversos motius. Primerament, el Partit Socialista Italià tenia una implantació més rural que els altres partits europeus, de manera que tenia una estructura més dèbil que dificultava els debats teòrics.
L'altre fet important era que prèviament ja s'havia expulsat el sector més dretà que havia donat suport a la invasió de Líbia el 1912. Aquest grup estava format per dirigents com Leonida Bissolati, Ivanoe Bonomi i Angiolo Cabrini. Això va provocar que, quan va esclatar la Primera Guerra Mundial, l'únic defensor de participar-hi fos Benito Mussolini i també acabés expulsat.
Així doncs, inicialment, el PSI es va mantenir cohesionat en l'oposició a la Primera Guerra Mundial, a diferència de la resta de socialisme europeu. Quan el rei i el govern van decidir entrar a la guerra, el PSI va trobar una posició de consens que mantenia la cohesió del partit: «ni adhesió, ni sabotatge». Malgrat tot, el sector maximalista del partit consideraven més important la no adhesió. Aquest sector incloïa dirigents com Constantino Lazzari o el director d'Avanti!, Giacinto Menotti Serrati. Mentre que el grup parlamentari i els líders de la Confederació General del Treball consideraven més important el no sabotatge, per mostrar estabilitat social al govern i, a canvi, aconseguir més llibertats democràtiques.
Al maig de 1919 va aparèixer un altre sector dins del PSI al voltant de la revista l'Ordine Nuovo, que va ser fundada a Torí per Antonio Gramsci, Angelo Tasca, Umberto Terracini i Palmiro Togliatti. Un dels principals temes de la revista era el suport als consells obrers que sorgien llavors, durant el Biennio Rosso, i que no tenien el suport de la CGT.
A l'octubre es va celebrar el XVI Congrés del Partit Socialista Italià a Bolonya, on es va aprovar l'adhesió del partit a la III Internacional. En aquest Congrés també va aparèixer un corrent liderat per Amadeo Bordiga que comptava amb el diari il Soviet. Aquest corrent criticava el reformisme i defensava l'abstenció a les eleccions.

#### Fundació del Partit Comunista d'Itàlia
El 21 de gener de 1921 es va celebrar el XVII Congrés del Partit Socialista Italià al teatre Carlo Goldoni de Liorna. S'hi van discutir les condicions d'adhesió que la III Internacional havia aprovat el 1920. Encara que els maximalistes eren majoritaris al partit i només una minoria era reformista, les condicions van semblar massa estrictes fins i tot per la majoria de maximalistes, especialment les d'expulsar els reformistes i canviar el nom per Partit Comunista d'Itàlia. Només van defensar mantenir-se a la III Internacional una quarta part dels delegats, que representaven 58.783 inscrits dels 216.337 inscrits totals.
Aquests delegats van abandonar el Congrés i es van reunir al teatre San Marco, on van fundar el Partit Comunista d'Itàlia. La majoria dels militants fundadors del PCI provenien del corrent maximalista i hi havia tant quadres com, sobretot, militants que s'hi havien afiliat recentment. Entre els fundadors també hi havia els sectors agrupats al voltant d'il Soviet i l'Ordine Nuovo i un altre corrent fundat l'octubre del 1920 pels dirigents socialistes Anselmo Marabini i Antonio Graziadei, que volien fer d'unió entre comunistes i maximalistes. 47.000 dels 53.000 inscrits a la Federació Juvenil Socialista també van decidir passar al PCI. Amadeo Bordiga va ser elegit secretari general. Inicialment el PCI tenia força a l'Emília-Romanya, Torí, Ligúria i, en menor mesura, Milà. Dins de la Confederació General del Treball els comunistes eren entre un quart i un terç dels afiliats. La presència dins de Federterra era feble.

### Primers anys
El 15 de maig de 1921 es van celebrar eleccions legislatives. La major part de l'electorat del PSI s'hi va mantenir fidel: Mentre el PSI va aconseguir 1.631.435 vots (un 25%) i 123 diputats de 535, el PCI només va aconseguir 304.719 vots (un 5%) i 15 diputats.

Durant el juny i el juliol es va celebrar el III Congrés de la III Internacional. A partir de llavors, la Internacional va defensar la tàctica del front únic, que havia d'agrupar comunistes i socialistes. Encara que el PCI deia seguir la disciplina internacional, no ho va aplicar. A la primavera s'havien creat Arditi del Popolo, una organització armada de defensa contra el feixisme que pretenia incloure tots els obrers, independentment del partit. Aquesta iniciativa va ser rebutjada per la direcció del PCI, que defensava que s'havia de participar únicament en les organitzacions armades del partit. El març de 1922 es va celebrar a Roma el II Congrés del PCI, on es van refermar en la negativa de qualsevol pacte amb el PSI. A l'octubre el sector reformista del PSI se'n va escindir per formar el Partit Socialista Unitari. Aquest sector estava disposat a entrar en un govern on es garantís la legalitat i els drets bàsics dels obrers i comptava amb dirigents com Filippo Turati, Claudio Treves i Giacomo Matteotti. Aquesta escissió feia pensar a la Internacional que la unificació del PCI amb el PSI era més a prop. Però dins del PCI només s'hi mostrava a favor l'ala dreta, liderada per Angelo Tasca i Antonio Graziadei.

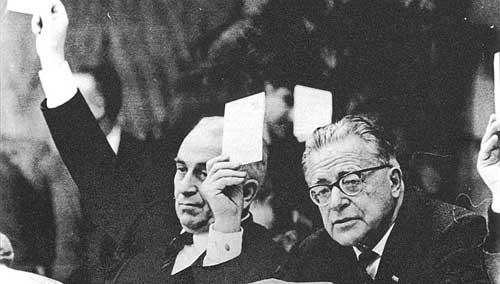
Luigi Longo i Palmiro Togliatti

El 31 d'octubre de 1922 Benito Mussolini va ser nomenat primer ministre. Entre febrer i abril de 1923 es van detenir pràcticament tots els membres del Comitè Central del PCI, inclòs el secretari general, Amadeo Bordiga.
Entre la dreta d'Angelo Tasca i l'esquerra d'Amadeo Bordiga va sorgir un sector de centre liderat per Antonio Gramsci. Dins d'aquest sector hi havia diversos dirigents provinents de l'Ordine Nuovo; com Umberto Terracini, Palmiro Togliatti, Alfonso Leonetti, Mauro Scoccimarro i Ruggero Grieco. A la conferència organitzativa celebrada a Como l'abril de 1924, la correlació de forces continuava favorable a l'esquerra, que tenia el suport de 41 dels 67 delegats, mentre la dreta en tenia 9 i el centre 8.
El 6 d'abril de 1924 es van celebrar eleccions legislatives. El PCI havia proposat al PSI i al PSU de presentar-se en un front comú, però no va prosperar. Malgrat tot, sí que va incorporar el sector del PSI favorable a la III Internacional, dirigit per Giacinto Menotti Serrati. Aquestes eleccions es van fer amb la nova llei electoral Acerbo proposada pels feixistes, que donava dos terços dels diputats a la llista més votada, si superava el 25% dels vots. La campanya va estar marcada per la violència feixista contra l'oposició. Malgrat això, el PCI va mantenir-se prou estable, aconseguint 268.191 vots (el 4%) i 19 diputats. En canvi, el PSU i PSI perdien molts vots respecte el PSI: aconseguien 422.957 i 360.694 vots (el 6 i 5%) i 24 i 22 diputats, respectivament. La Llista Nacional, liderada pel Partit Nacional Feixista, va obtenir 4.305.936 vots (el 60%) i 355 diputats.
El 30 de maig Giacomo Matteotti, diputat del PSU, va denunciar a la Cambra dels Diputats la violència i il·legalitats que havien comès els feixistes durant les eleccions. El 10 de juny va ser assassinat per militants feixistes. El 26 de juny, per a protestar-hi en contra, els diputats antifeixistes van abandonar indefinidament la Cambra dels Diputats. Aquest acte de protesta es va conèixer com la Secessió Aventina. El PCI va proposar fer un antiparlament, una assemblea de diputats antifeixistes. El novembre, després que no s'acceptés la proposta, els seus diputats van tornar a la Cambra dels Diputats.

### Prohibició del Partit Comunista d'Itàlia
El 5 de novembre del 1925 el Partit Comunista d'Itàlia és prohibit pel règim de Mussolini. No obstant això, el partit és reconstituït en la clandestinitat, en part romanent a Itàlia, en part emigrant a l'estranger, sobretot a França i l'URSS. D'acord amb el PCUS, participa en la guerra d'alliberament juntament amb els aliats i les altres forces que formen part de la resistència italiana.

### Del PCd'I al PCI
El 15 de maig del 1943, al dissoldre's la Internacional Comunista, el PCdI assumeix definitivament la denominació de Partit Comunista Italià (PCI) i al setembre del mateix any va participar en els comitès d'alliberament nacional contra el feixisme i l'ocupació nazi, al costat dels altres partits de centre i d'esquerra.
En la primera etapa de la nova república italiana, el lideratge del PCI ve donat per Palmiro Togliatti, qui sostenia la consigna del poder democràtic de la mà del proletariat i estreta llaços amb el PCUS. Fins als anys 70, el PCI romandria sempre en l'oposició al govern nacional, malgrat ser el segon partit més votat en la majoria de les eleccions italianes.

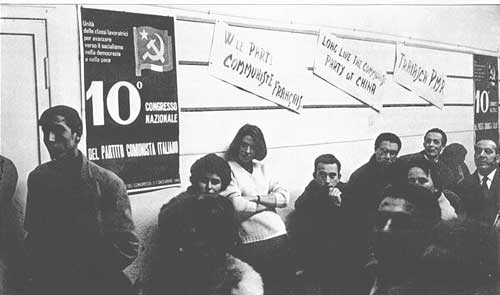
Sessió del PCI el 1962

### "Compromesso storico"
El compromís històric italià va ser ideat per Enrico Berlinguer, secretari del PCI, en 1973. Berlinguer exigia la unitat de tots els partits polítics nacionals en un govern d'emergència per a pal·liar la crisi social que travessava Itàlia en els anys 70. Va haver un primer intent en 1977, amb la mediació del comunista moderat Giorgio Amendola i Ugo La Malfa, polític centrista. Aquest intent va fracassar pel desacord democristià i socialdemòcrata. Aquesta situació va canviar a partir de 1978, gràcies al mateix Berlinguer, a Bettino Craxi, líder socialdemòcrata, i a Aldo Moro, dirigent democristià. En Març de 1978, neix un govern democristià liderat per Giulio Andreotti. Aquest govern havia de rebre el suport del PCI, encara que els comunistes no participarien en el govern. No obstant això, Berlinguer va decidir retirar aquest suport a l'incloure's en el govern anticomunistes declarats, com Antonio Bisaglia. La situació va tornar a canviar quan, el dia que havia de votar-se una moció de confiança, Aldo Moro va ser raptat (i posteriorment assassinat) per les Brigades Roges. El PCI decideix llavors abstenir-se en la votació, com resposta a l'atac fet per les brigades al pacte planejat entre comunistes i democristians. Així, el PCI seguiria mantenint el compromís històric encara que amb moltes reserves.

### Tornada a l'oposició
Després de la tràgica mort de Moro el PCI va retornar a l'oposició. La causa va derivar de la dimissió del president Giovanni Leone. Se suposava, que al nomenar un nou president, el primer ministre Giulio Andreotti dimitiria. Sandro Pertini va ser nomenat president per una amplíssima majoria en el parlament, ja que agradava a tots els sectors polítics. L'elecció de Pertini entusiasmà Enrico Berlinguer, però aquest entusiasme va decaure aviat, car no només Andreotti no va dimitir, sinó que va tallar les relacions amb el PCI. D'aquesta manera s'acaba amb l'etapa del compromís històric i el PCI no tornaria a participar en cap govern.

### Dissolució del PCI i el naixement del PDS
L'endemà passat l'altre de la caiguda del mur de Berlín, el nou secretari comunista, Achille Occhetto anuncià a Bolonya la voluntat de la direcció del partit d'iniciar un acostament del partit a la socialdemocràcia europea. Observant la crisi de l'URSS, Occhetto veié oportú convocar un congrés per a donar vida a un nou partit. Esclatà una gran polèmica entre els militants comunistes, molts d'ells distanciats del projecte del seu secretari general. Tanmateix, el projecte ja s'havia iniciat i conclouria el 3 de febrer de 1991, en la conclusió del XX Congrés nacional. Es decideix per la dissolució del partit i la promoció del Partit Democràtic de l'Esquerra. Aquesta decisió no agrada als militants de l'ala esquerra del partit i a altres agrupacions d'esquerra, que formen el Partito della Rifondazione Comunista. Posteriorment va haver una escissió en la "Rifondazione Comunista", creant-se el Partit dels Comunistes Italians (Partito dei Comunisti Italiani) les joventuts dels quals mantenen les mateixes sigles que les de l'extint Partit Comunista.

## Resultats electorals

### Parlament Italià
| Any  | Líder             | Cambra dels Diputats                            | Cambra dels Diputats                            | Cambra dels Diputats                            | Cambra dels Diputats                            | Senat de la República                           | Senat de la República                           | Senat de la República                           | Senat de la República                           |
| Any  | Líder             | Vots                                            | %                                               | Escons                                          |                                                 | Vots                                            | %                                               | Escons                                          | +/-                                             |
| ---- | ----------------- | ----------------------------------------------- | ----------------------------------------------- | ----------------------------------------------- | ----------------------------------------------- | ----------------------------------------------- | ----------------------------------------------- | ----------------------------------------------- | ----------------------------------------------- |
| 1921 | Amedeo Bordiga    | 304.719                                         | 4,61                                            | 15 / 535                                        | Nou                                             |                                                 |                                                 |                                                 |                                                 |
| 1924 | Antonio Gramsci   | 268.191                                         | 3,74                                            | 19 / 535                                        | 4                                               |                                                 |                                                 |                                                 |                                                 |
| 1929 | Antonio Gramsci   | Prohibició del partit durant la Itàlia Feixista | Prohibició del partit durant la Itàlia Feixista | Prohibició del partit durant la Itàlia Feixista | Prohibició del partit durant la Itàlia Feixista | Prohibició del partit durant la Itàlia Feixista | Prohibició del partit durant la Itàlia Feixista | Prohibició del partit durant la Itàlia Feixista | Prohibició del partit durant la Itàlia Feixista |
| 1934 | Palmiro Togliatti | Prohibició del partit durant la Itàlia Feixista | Prohibició del partit durant la Itàlia Feixista | Prohibició del partit durant la Itàlia Feixista | Prohibició del partit durant la Itàlia Feixista | Prohibició del partit durant la Itàlia Feixista | Prohibició del partit durant la Itàlia Feixista | Prohibició del partit durant la Itàlia Feixista | Prohibició del partit durant la Itàlia Feixista |
| 1946 | Palmiro Togliatti | 4.356.686                                       | 18,93                                           | 104 / 556                                       | 104                                             |                                                 |                                                 |                                                 |                                                 |
| 1948 | Palmiro Togliatti | Dins del FDP                                    | Dins del FDP                                    | 130 / 574                                       | 26                                              | Dins del FDP                                    | Dins del FDP                                    | 50 / 237                                        | Nou                                             |
| 1953 | Palmiro Togliatti | 6.120.809                                       | 22,60                                           | 143 / 590                                       | 13                                              | 4.910.077                                       | 20,21                                           | 52 / 237                                        | 6                                               |
| 1958 | Palmiro Togliatti | 6.704.454                                       | 22,68                                           | 140 / 596                                       | 3                                               | 5.700.952                                       | 21,80                                           | 59 / 246                                        | 4                                               |
| 1963 | Palmiro Togliatti | 7.767.601                                       | 25,26                                           | 166 / 630                                       | 26                                              | 6.933.310                                       | 25,24                                           | 84 / 315                                        | 24                                              |
| 1968 | Luigi Longo       | 8.551.347                                       | 26,90                                           | 177 / 630                                       | 11                                              | 8.585.601                                       | 30,00                                           | 101 / 315                                       | 17                                              |
| 1972 | Enrico Berlinguer | 9.068.961                                       | 27,15                                           | 179 / 630                                       | 2                                               | 8.312.828                                       | 27,60                                           | 91 / 315                                        | 7                                               |
| 1976 | Enrico Berlinguer | 12.614.650                                      | 34,37                                           | 228 / 630                                       | 49                                              | 10.637.772                                      | 33,83                                           | 116 / 315                                       | 22                                              |
| 1979 | Enrico Berlinguer | 11.139.231                                      | 30,38                                           | 201 / 630                                       | 27                                              | 9.855.951                                       | 31,46                                           | 109 / 315                                       | 7                                               |
| 1983 | Enrico Berlinguer | 11.032.318                                      | 29,89                                           | 198 / 630                                       | 3                                               | 9.577.071                                       | 30,81                                           | 107 / 315                                       | 2                                               |
| 1987 | Alessandro Natta  | 10.250.644                                      | 26,58                                           | 177 / 630                                       | 24                                              | 9.181.579                                       | 28,33                                           | 101 / 315                                       | 6                                               |

### Eleccions europees
| Any  | Líder             | Vots       | %     | Escons  | +/- | Notes  |
| ---- | ----------------- | ---------- | ----- | ------- | --- | ------ |
| 1979 | Enrico Berlinguer | 10.361.344 | 29,57 | 24 / 81 | Nou | [ 26 ] |
| 1984 | Alessandro Natta  | 11.714.428 | 33,33 | 27 / 81 | 3   | [ 27 ] |
| 1989 | Achille Occhetto  | 9.598.369  | 27,58 | 22 / 81 | 5   | [ 28 ] |

### Eleccions regionals
| Any  | Líder             | Vots            | %    | Escons    | +/− |
| ---- | ----------------- | --------------- | ---- | --------- | --- |
| 1970 | Luigi Longo       | 7,586,983 (2n)  | 27.9 | 200 / 720 | –   |
| 1975 | Enrico Berlinguer | 10.148,723 (2n) | 33.4 | 247 / 720 | 47  |
| 1980 | Enrico Berlinguer | 9,555,767 (2n)  | 31.5 | 233 / 720 | 14  |
| 1985 | Alessandro Natta  | 9,686,140 (2n)  | 30.2 | 225 / 720 | 8   |
| 1990 | Achille Occhetto  | 7,660,553 (2n)  | 24.0 | 182 / 720 | 43  |

## Líders
| Secretaría General | Nom | Nom | Nom               | Inici de mandat       | Fi de mandat          |
| ------------------ | --- | --- | ----------------- | --------------------- | --------------------- |
| 1                  |     |     | Amadeo Bordiga    | 21 de gener de 1921   | 14 d'agost de 1924    |
| 2                  |     |     | Antonio Gramsci   | 14 de agost de 1924   | 8 de novembre de 1928 |
| 3                  |     |     | Palmiro Togliatti | 8 de novembre de 1928 | gener de 1934         |
| 4                  |     |     | Ruggero Grieco    | gener de 1934         | maig de 1938          |
| 5                  |     |     | Palmiro Togliatti | maig de 1938          | 21 d'agost de 1964    |
| 6                  |     |     | Luigi Longo       | 21 d'agost de 1964    | 16 de març de 1972    |
| 7                  |     |     | Enrico Berlinguer | 17 de març de 1972    | 11 de juny de 1984    |
| 8                  |     |     | Alessandro Natta  | 24 de juny de 1984    | 10 de juny de 1988    |
| 9                  |     |     | Achille Occhetto  | 10 de juny de 1988    | 3 de gener de 1991    |